# Фебрильная шизофрения
Фебрильная шизофрения (гипертоксическая кататония, смертельная кататония, фебрильная кататония) — синдром, проявляющийся кататоническими симптомами, помрачением сознания и вегетативной дисфункцией и сопровождающаяся гипертермией и лихорадочным синдромом в целом, кровоподтёками и иногда кахексией, выраженными в разной степени. Однако первый и основной её объективный критерий — подъём температуры.
Отмечается неудачность названий «фебрильная шизофрения», «гипертоксическая шизофрения», «летальная кататония», так как «фебрильная шизофрения» ограничивает данную патологию рамками шизофрении, хотя известно, что кататония чаще встречается при аффективных расстройствах; название «гипертоксическая шизофрения» указывает на наличие не только шизофрении, но и токсикоза, то есть однозначно трактует патогенез расстройства, в действительности остающийся пока ещё не вполне ясным; а «летальная шизофрения» указывает на неизбежный фатальный исход, что противоречит современным данным об успешном лечении синдрома. Название «фебрильная кататония» является более удачным, так как полностью отражает наличие двух основных объективных признаков расстройства — кататонического синдрома и гипертермии и, кроме того, обладает стабильностью, не меняя своей сущности по мере расширения знаний о патогенезе, диагностике и лечении расстройства.

## Эпидемиология
Распространенность фебрильной шизофрении, согласно А. С. Тиганову, составляет 1:1000 поступлений в стационар. Смертность при фебрильной шизофрении составляет от 11 до 73 %. Синдром разворачивается чаще всего при манифестном приступе основного психического заболевания; в особенности это касается рекуррентной шизофрении.

## История
В исторической психиатрической литературе клинические картины, соответствующие фебрильной шизофрении, описывались под разными названиями: острый бред (фр. delire aigu, лат. delirium acutum), мания Белла, тифомания, злокачественная мания или бред (лат. mania grave, лат. delirium grave), смертельная истерия, острый азотемический энцефалит. Однако, похожие состояния описывались и при органических психических расстройствах, соматических и инфекционных болезнях. Некоторые авторы этих наблюдений считали лихорадку не причиной острого бреда, а сопутствующим синдромом. 
Первым попытку выделить в отдельную группу психозы, сопровождающиеся лихорадкой и помрачением сознания, сделал Ф.-Э. Фодер в 1816 году в своем научном труде «Сочинение о бреде применительно к медицине, морали и праву» (фр. "Traité du délire, appliqué à la médecine, à la morale et à la législation"). Он отличал собственно помешательство от бреда (фр. delire), считая, что обязательным критерием для него является нарушение восприятия. В свою очередь, острый бред он делил на чисто фебрильный, наблюдаемый при пневмонии, гепатите и менингите, и бред с неистовством с неизвестной этиологией. Сам Ф.-Э. Фодер его появление связывал с эпилепсией или делирием, а сопровождающую его лихорадку считал не причиной, а сопутствующим явлением. Кроме лихорадки, при бреде с неистовством Ф.-Э. Фодер описал частый слабый пульс и карфологию. 
Дж. Аберкромби в 1828 году в одном из первых капитальных трудов по патологической анатомии головного мозга «Патологические и практические исследования болезней головного и спинного мозга» («Pathological and Practical Researches on Diseases of the Brain and Spinal Cord»), а позже, в 1836 году, фр. L. F. Lélut, описали заболевание, заканчивающееся в большинстве случаев комой и смертью, при котором при вскрытии не было никаких изменений в головном мозге, кроме гиперемии, а в прижизненной клинической картине наблюдалось нарушение сознания, иллюзии, галлюцинации, речевая бессвязность, психомоторное возбуждение, доходящее до судорог, и гипертермия. Ценным наблюдением фр. L. F. Lélut была возможность перехода острого бреда при благоприятном исходе в «хроническую манию». Также он не исключал возможность выздоровления.

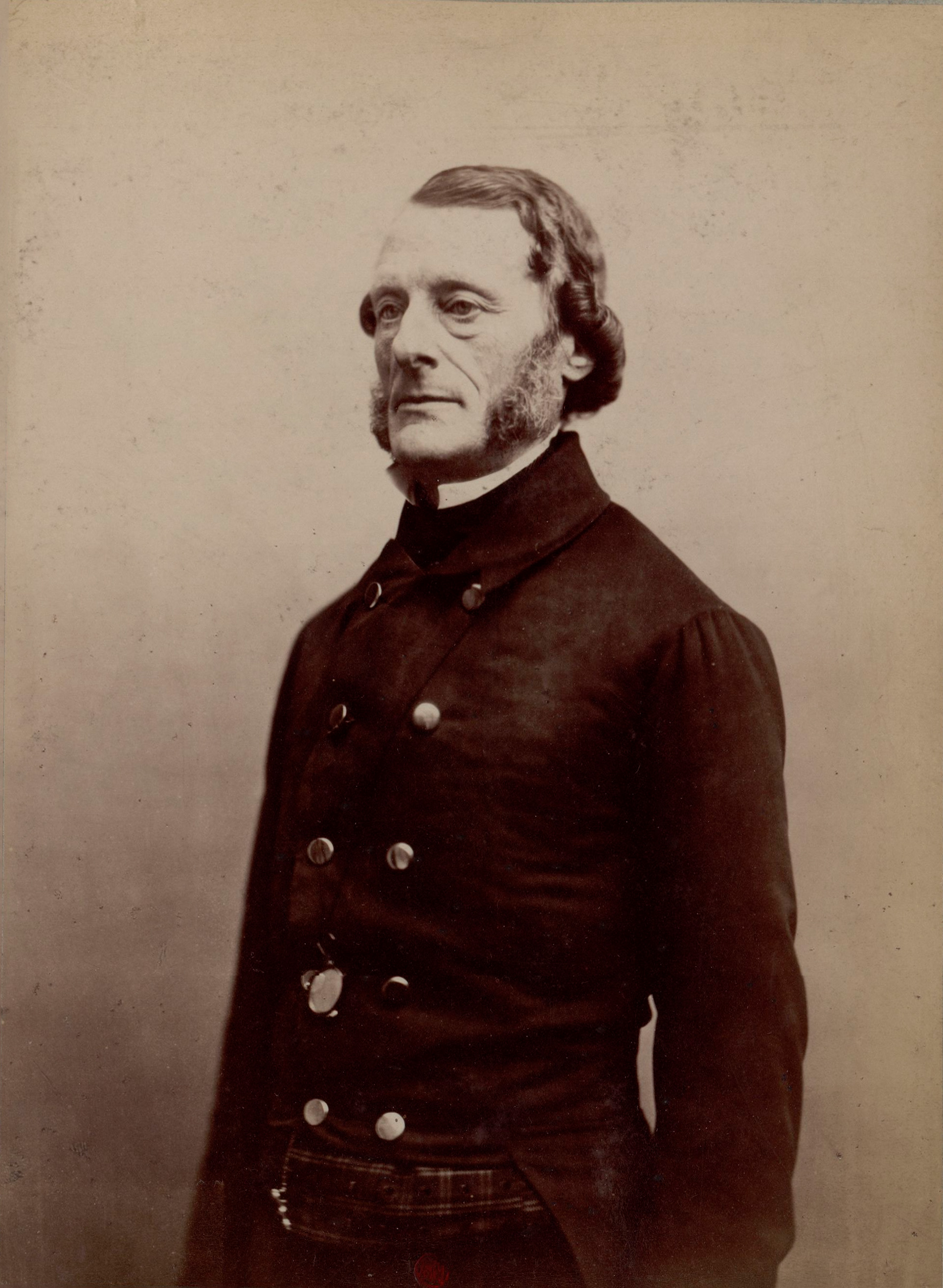
А.-Ж.-Ф. Бриер де Буамон — французский медик, известный прежде всего как психиатр; впервые подробно описал клинику фебрильной шизофрении

Первым психиатром, который подробно описал клинику острого бреда и считал его отдельной нозологической единицей, был А.-Ж.-Ф. Бриер де Буамон. Он провёл дифференциальную диагностику острого бреда от острой мании и от менингита. В его клинике А. Бр. Буамон выделял три периода: 
1. Продромальный.
2. Период возбуждения (лихорадка, помрачение сознания, устрашающие зрительные галлюцинации, психомоторное возбуждение, иногда доходящее до судорог).
3. Период истощения (упадок сил, обездвиженность и нарастающая кахексия).

Работа  А. Бр. Буамон содержит важное наблюдение о возможности взаимного перехода мании в острый бред и наоборот. Острый бред он считал функциональным заболеванием и ничего нового к его патологоанатомической картине не добавил. Среди недостатков исследования можно назвать неоднородность клиники: только два клинических случая близки к современной фебрильной шизофрении.

## Клиническая картина

### Психическое состояние
Приступ фебрильной шизофрении бывает различным по своей психопатологической структуре. Начинаться он может в виде кататонического ступора или возбуждения с онейроидным помрачением сознания, по мере утяжеления могут возникать аментивноподобный или гиперкинетический синдром. Начинается в большинстве случаев приступ с кататонического психомоторного возбуждения и частой смены аффекта, гораздо реже приступ начинается с кататонического ступора. В остальных случаях кататонический ступор развивается по мере течения болезни с каталепсией, негативизмом и мутизмом.

### Вегетативно-соматические расстройства
С первых дней острого психоза у больных возникает гипертермия, температурная кривая неправильная, нетипичная для соматического или инфекционного заболевания, либо инвертированная — утром выше, чем вечером. Характерный внешний вид больных, обусловленный нарушениями их вегетативной нервной системы: лихорадочный блеск в глазах, сухие губы, единичные кровоподтеки, язык сухой, красный или обложенный. Кожа гиперемирована, возможна токсикодермия, в том числе, наиболее тяжелая — буллёзная, с образованием пузырей с серозным, а позже — геморрагическим содержимым, при их вскрытии образуется эрозивная, плохо заживающая поверхность. Буллёзная токсикодермия является непосредственным проявлением фебрильной шизофрении, однако может быть осложнением нейролептического лечения.

## Дифференциальная диагностика
Фебрильную шизофрению следует дифференцировать со злокачественным нейролептическим синдромом (ЗНС) — редким, но смертельно опасным расстройством, которое обусловлено приёмом психотропных препаратов, главным образом нейролептиков. Дифференциальная диагностика ЗНС и фебрильной шизофрении связана с существенными трудностями.
Фебрильная шизофрения развивается вне связи с приёмом нейролептиков и начинается с возникновения колебаний настроения, аффективных расстройств, выраженного психотического возбуждения, в то время как начало ЗНС связано с антипсихотической терапией и характеризуется тяжёлой экстрапирамидной симптоматикой, включающей мышечную ригидность.
J. Schrӧder и соавт. предлагают для дифференциации этих состояний оценивать реакцию на отмену нейролептиков: при ЗНС она вызывает положительные сдвиги, при фебрильной шизофрении эффект минимальный, чаще наблюдается отрицательная динамика. J. Strawn и соавт. считают, что такие симптомы, как явления паркинсонизма, высокая температура и ступор, развившиеся после приёма лекарств, скорее всего свидетельствуют в пользу ЗНС, а не фебрильной шизофрении.
Дифференциальную диагностику также следует проводить с:
- другими тяжёлыми осложнениями психофармакотерапии (серотониновый синдром, психофармакологический делирий)[7];
- лихорадочными состояниями, возникающими у пациентов при развитии инфекционных заболеваний (пневмонии, бронхита, цистита, аденовирусной инфекции и др.)[7];
- объёмным поражением ЦНС, ишемическим и геморрагическим инсультом, инфекционным менингитом, вирусным энцефалитом[7], аутоиммунным анти-NMDA-рецепторным энцефалитом[8].

В отличие от фебрильной шизофрении, при неврологических заболеваниях присутствует выраженная очаговая неврологическая симптоматика, преобладают общемозговые симптомы (сомнолентность, оглушение, делирий, сопор или кома), а не онейроид и кататонические расстройства. При фебрильной шизофрении не обнаруживаются воспалительные изменения в клиническом анализе крови, изменения в спинномозговой жидкости (кроме незначительного повышения концентрации белка), отсутствуют указывающие на наличие объёмного поражения мозга или острого нарушения мозгового кровообращения изменения на эхоэнцефалограмме, магнитно-резонансной и компьютерной томограмме.

## Лечение
Фебрильная шизофрения является потенциально опасным для жизни состоянием и, наряду с суицидом, может являться непосредственной причиной смерти от собственно эндогенного процесса. Поэтому главными принципами её лечения являются своевременность, интенсивность и адекватность.

### Неотложная помощь
Необходимость неотложной помощи при фебрильной шизофрении связана с тем, что данное расстройство приводит к острому органическому повреждению головного мозга (его отёк) и нарушению работы других органов и систем (отёк лёгких, ДВС-синдром, острая печёночная, почечная и легочная недостаточность). 
Она заключается не только в лечении собственно фебрильного приступа, но и стабилизации состояния с применениям общих принципов интенсивной терапии. Связано это с необходимостью реанимационных мероприятий в полном объеме, так как, несмотря на то, что терапия аминазином и ЭСТ является общепризнанной и высокоэффективной, для точного дифференциального диагноза с соматогенными психозами иногда необходимо определённое время. Заключаются они в коррекции дыхательных, метаболических нарушений, микроциркуляции и гемокоагуляции, нормализации сердечно-сосудистой деятельности (устранение тахикардии и сердечной недостаточности), коррекции функции почек (восстановление диуреза), антибактериальная терапия (с лечебными и профилактическими целями), зондовое и парентеральное питание, гипотермия (в том числе, КГЦ), профилактика отёка мозга.

## Летальная кататония в западных источниках
В западных авторитетных источниках термин «фебрильная шизофрения» употребляется очень редко. Гораздо чаще используются термины «летальная кататония» и «злокачественная кататония»; встречается также термин «фебрильная кататония». Летальную (злокачественную, фебрильную) кататонию считают проявлением не только шизофрении, но и аффективных расстройств (депрессии, мании) и других заболеваний и состояний, как функциональных, так и органических: в том числе инфекционных, метаболических и/или токсических расстройств, осложнений приёма лекарств, идиопатических причин и др. В основе летальной кататонии, согласно утверждению, содержащемуся в ряде источников, лежит дефицит дофамина. Применение нейролептиков при летальной кататонии считается неэффективным и смертельно опасным, подчёркивается полезность при этом состоянии бензодиазепинов и ЭСТ, симптоматической терапии, а также дантролена, бромокриптина, кетамина и амантадина.
В некоторых источниках утверждается, что злокачественный нейролептический синдром представляет собой ятрогенный вариант летальной кататонии. Указывается сходство патогенеза летальной кататонии и ЗНС.